# Marvin Rittmüller
Marvin Lee Rittmüller (* 7. března 1999) je německý profesionální fotbalista, který hraje na pozici obránce za Eintracht Braunschweig.

## Kariéra
Rittmüller si odbyl svůj profesionální debut za 1. FC Heidenheim v 2. Bundeslize 27. září 2020, kdy nastoupil jako náhradník v 57. minutě místo Floriana Picka proti FC St. Pauli, zápas na hřišti soupeře skončil prohrou 2:4.